# Jia-A League 1996
La stagione 1996 è stata l'ottava edizione della Marlboro Jia-A League, trentasettesima stagione della massima serie cinese di calcio.

## Avvenimenti

### Il campionato
Già dopo la seconda giornata il comando della classifica era in mano del Dalian Shide che, mantenendo un ampio vantaggio sui campioni in carica dello Shanghai Shenhua, ottenne il secondo titolo del suo palmarès con una giornata di anticipo. Nello stesso turno furono inoltre decretati i verdetti per la zona retrocessione con Shenzhen Feiyada e Guangzhou Songri, che nelle ultime giornate subirono il sorpasso di uno Yanbian Hyundai sino ad allora in ritardo sulle altre concorrenti alla salvezza.

## Classifica finale
|                 | Pos. | Squadra          | Pt | G  | V  | N  | P  | GF | GS |
| --------------- | ---- | ---------------- | -- | -- | -- | -- | -- | -- | -- |
| Cina (bandiera) | 1.   | Dalian Wanda     | 46 | 22 | 12 | 10 | 0  | 42 | 18 |
|                 | 2.   | Shanghai Shenhua | 39 | 22 | 10 | 9  | 3  | 38 | 18 |
|                 | 3.   | Bayi             | 35 | 22 | 8  | 11 | 3  | 28 | 19 |
|                 | 4.   | Beijing Guoan    | 33 | 22 | 9  | 6  | 7  | 30 | 25 |
|                 | 5.   | Jinan Taishan    | 31 | 22 | 8  | 7  | 7  | 23 | 24 |
|                 | 6.   | S. Guancheng     | 30 | 22 | 7  | 9  | 6  | 22 | 23 |
|                 | 7.   | Guangzhou Apollo | 29 | 22 | 7  | 8  | 7  | 26 | 25 |
|                 | 8.   | Tianjin Samsung  | 26 | 22 | 6  | 8  | 8  | 20 | 30 |
|                 | 9.   | Guang. Hongyuan  | 25 | 22 | 5  | 10 | 7  | 20 | 25 |
|                 | 10.  | Yanbian Hyundai  | 20 | 22 | 4  | 8  | 10 | 20 | 30 |
|                 | 11.  | Shenzhen Feiyada | 16 | 22 | 3  | 7  | 12 | 13 | 29 |
|                 | 12.  | Guangzhou Songri | 15 | 22 | 2  | 9  | 11 | 10 | 26 |

Legenda:

      Campione della Cina e ammessa al Campionato d'Asia per club 1997-98
       Ammessa alla Coppa delle Coppe dell'AFC 1997-1998
       Retrocessa in Jia-B League 1997

Note:
Tre punti a vittoria, uno a pareggio, zero a sconfitta.
In caso di parità di punti, vale la discriminante della classifica avulsa.

## Statistiche

### Squadre

#### Capoliste solitarie
|    | ——           | —— | —— | —— | —— | —— | —— | —— | ——  | ——  | ——  | ——  | ——  | ——  | ——  | ——  | ——  | ——  | ——  | ——  | ——  | —— |  |
|    | Dalian Wanda |    |    |    |    |    |    |    |     |     |     |     |     |     |     |     |     |     |     |     |     |    |  |
|    |              |    |    |    |    |    |    |    |     |     |     |     |     |     |     |     |     |     |     |     |     |    |  |
|    |              |    |    |    |    |    |    |    |     |     |     |     |     |     |     |     |     |     |     |     |     |    |  |
| 1ª | 2ª           | 3ª | 4ª | 5ª | 6ª | 7ª | 8ª | 9ª | 10ª | 11ª | 12ª | 13ª | 14ª | 15ª | 16ª | 17ª | 18ª | 19ª | 20ª | 21ª | 22ª |    |  |

#### Classifica in divenire
|                    | 1ª | 2ª | 3ª | 4ª | 5ª | 6ª | 7ª | 8ª | 9ª | 10ª | 11ª | 12ª | 13ª | 14ª | 15ª | 16ª | 17ª | 18ª | 19ª | 20ª | 21ª | 22ª |
| ------------------ | -- | -- | -- | -- | -- | -- | -- | -- | -- | --- | --- | --- | --- | --- | --- | --- | --- | --- | --- | --- | --- | --- |
| Bayi               | 3  | 4  | 5  | 6  | 9  | 9  | 10 | 11 | 12 | 15  | 18  | 19  | 20  | 23  | 24  | 25  | 28  | 31  | 32  | 32  | 35  | 35  |
| Beijing Guoan      | 0  | 1  | 4  | 7  | 7  | 10 | 10 | 13 | 14 | 14  | 15  | 16  | 19  | 22  | 23  | 23  | 26  | 27  | 27  | 27  | 30  | 33  |
| Dalian Wanda       | 3  | 6  | 9  | 12 | 13 | 14 | 17 | 18 | 19 | 20  | 23  | 26  | 29  | 32  | 35  | 36  | 39  | 40  | 41  | 42  | 45  | 46  |
| Guangzhou Ev.      | 1  | 2  | 5  | 8  | 11 | 11 | 12 | 15 | 16 | 16  | 17  | 20  | 23  | 24  | 27  | 27  | 27  | 27  | 28  | 28  | 29  | 29  |
| Guangdong Hongyuan | 1  | 2  | 2  | 5  | 6  | 7  | 8  | 9  | 10 | 13  | 13  | 14  | 17  | 18  | 21  | 22  | 22  | 22  | 22  | 22  | 22  | 25  |
| Guangzhou Songri   | 1  | 2  | 2  | 2  | 3  | 6  | 7  | 8  | 8  | 8   | 9   | 9   | 9   | 9   | 9   | 10  | 10  | 10  | 10  | 11  | 14  | 15  |
| Jinan Taishan      | 1  | 1  | 2  | 2  | 5  | 6  | 6  | 9  | 10 | 13  | 14  | 14  | 14  | 17  | 17  | 20  | 23  | 26  | 27  | 30  | 30  | 31  |
| Shanghai Shenhua   | 3  | 4  | 7  | 10 | 10 | 13 | 16 | 17 | 18 | 19  | 20  | 21  | 22  | 23  | 26  | 29  | 32  | 32  | 35  | 38  | 39  | 39  |
| Shenzhen Feiyada   | 1  | 2  | 2  | 2  | 3  | 3  | 6  | 6  | 7  | 7   | 7   | 10  | 10  | 10  | 10  | 11  | 11  | 11  | 12  | 15  | 15  | 16  |
| Sichuan Guancheng  | 0  | 1  | 2  | 3  | 6  | 9  | 10 | 10 | 13 | 16  | 16  | 17  | 17  | 17  | 18  | 18  | 21  | 24  | 27  | 28  | 29  | 30  |
| Tianjin Samsung    | 0  | 1  | 1  | 1  | 1  | 2  | 2  | 3  | 6  | 9   | 10  | 10  | 13  | 14  | 15  | 16  | 16  | 19  | 22  | 23  | 23  | 26  |
| Yanbian Hyundai    | 1  | 2  | 3  | 3  | 3  | 3  | 4  | 4  | 4  | 4   | 7   | 8   | 8   | 8   | 8   | 11  | 11  | 14  | 15  | 16  | 19  | 20  |

### Classifica dei marcatori
Nel corso del campionato sono state segnate complessivamente 292 reti, per una media di 2,21 marcature per incontro. Di seguito viene riportata la classifica dei cannonieri:
| Gol |  |  | Giocatore  | Squadra          |
| --- |  |  | ---------- | ---------------- |
| 13  |  |  | Su Maozhen | Jinan Taishan    |
| 10  |  |  | Wang Tao   | Dalian Wanda     |
| 9   |  |  | Fan Zhiyi  | Shanghai Shenhua |
| 9   |  |  | Hu Zhijun  | Guangzhou Apollo |
| 9   |  |  | Tu Jenwei  | Tianjin Samsung  |
| 8   |  |  | Wei Yimin  | Dalian Wanda     |
| 7   |  |  | Ma Mailuo  | S. Guancheng     |